# Makar Sankranti
Makara Sankranti (en sanskrit : मकरसङ्क्रमणम् (makarasaṅkramaṇam)) est une journée de fête du calendrier hindou, en l'honneur du dieu Surya.

## Présentation
La fête a lieu chaque année en janvier, pour marquer le début du rallongement des journées,.